# Імператор Кіммей
Імператор Кімме́й (яп. 欽明天皇, きんめいてんのう, кінмей тенно; 509 — 24 травня 571) — 29-й Імператор Японії, синтоїстське божество відповідно до традиційної послідовності японських монархів.
Роки правління: 30 грудня 549 — 24 травня 571. Вважається першим імператором періоду Асука.
Єдиний син імператора Кейтая та принцеси Тасіракі. Замолоду звався Амекуніоші-харакі-хіроніву (Небесний відкритий широкий сад). Після смерті батька 531 року за підтримки роду Сога висунув свої права на трон, але владу за допомоги роду Отомо отримав принц Магарі но Ое (відомий як імператор Анкан). Протистояння дещо вщухло за імператора Сенки, який видав за принца свою доньку принцесу Ісі-хіме.. 
Після його смерті Сенки 539 року Касуга но Ямада, донька імператора Нінкена, спробувала зайняти трон, оголосивши себе 5 грудня 539 року імператрицею. Це додатково підтверджує хиткість прав на владу імператора Кейтая та його нащадків. Втім за підтримки кланів Сога і Отомо Касугу було повалено, а 30 грудня на трон зійшов Амекуніоші-харакі-хіроніва, який став знаний як імператор Кіммей.
Він заснував свій двір у палаці Сікісіма-но-Каназасі в Ямато. Спочатку головними радниками імператора були: о-омі Соґа но Інаме, о-мурадзі Мононобе но Окосі, о-мурадзі Отомо но Канамура. Цим було засвідчено остаточне зменшення ваги клану Отомо, поділ впливу на державні справи між кланами Сога, Мононобе і Отомо.  
Згідно з хронікою «Ніхон Сьокі» 540 року отримав у подарунок бронзову статую Будди від Сона, вана Пекче. З цього часу імператор став активно поширювати буддизм в країні. Водночас було укладено союз щодо спільних дій проти іншої корейської держави Сілла. Того ж року, скориставшись невдачами кампанії проти Сілли з відвоювання Мімани титул о-мурадзі та посад було позбавлено Отомо но Канамуру, чим закріплено перемогу родів Сога і Монотобе. 541 року оженився на 3 доньках померлого імператора Сенки.
552 року від Відока, вана Пекче, прибули ремісники, буддійські ченці з сутрами. Ймовірно це було здійснено в рамках зміцнення союзу спрямованого проти держави Сілла. Тоді ж буддизм оголошено офіційною релігією Японії. З появою нової релігії при дворі виник глибокий розрив між кланом Мононобе, члени якого підтримували поклоніння традиційним японським божествам, і кланом Соґа, члени якого підтримували прийняття буддизму. Згодом під час епідемії Мононобе но Окосі звинувати чужих богів в бідах та образі куніцукамі (камі землі), домігшись спалення буддійського храму в маєтку Соґа но Інаме, а статую Будди, що була подарована Пекче, скинули до каналу Наніва но Хоріе в Наніві. Це ще більше посилило протистояння між цими родами.
562 року імператор здійснив ще одну спробу відвоювати Міману, але його військо на чолі із Отомо но Сатехіко зазнало тяжкої поразки, внаслідок чого припинилися спроби відвоювати цю область на Корейському півострові. 570 року уклав союз з Пхьонвоном, тхеваном Когурьо, спрямований проти Сілли.
Помер Кіммей у 571 році і згідно з «Ніхон Сьокі» його було поховано у кургані Хінокума-но-Сакай. Інша теорія стверджує, що він насправді був похований у кургані Місемаруяма, розташованому в місті Касіхара. Імператор традиційно вшановується в меморіальному синтоїстському храмі у Нарі. Управління Імперського дому визначає місце розташування Нари як мавзолей Кіммея. 
У Кіммея було шість дружин і наложниць, від яких народилося 25 дітей (16 синів і 9 дочок). Спадкоємцем трону став другий син від імператриці Ісі-хіме — принц Нунакура Футотама-сікі, надалі відомий як імператор Бідацу.
| Прапор Японії | Це незавершена стаття про Японію. Ви можете допомогти проєкту, виправивши або дописавши її. |